# Adolfo Ballivián Coll
Adolfo Ballivián Coll (La Paz, 15 de novembro de 1831 — Chuquisaca, 14 de fevereiro de 1874), foi um político boliviano e presidente de seu país entre 9 de maio de 1873 e 31 de janeiro de 1874.